# Islote Trapecio
Die Islote Trapecio (spanisch für Trapez-Insel) ist eine kleine Insel im Archipel der Südlichen Shetlandinseln. Sie liegt nordwestlich der Islote Plano in der Ivaylo Cove an der Ostküste von Snow Island.
Argentinische Wissenschaftler benannten sie deskriptiv.